# Hilding Carlssons Mekaniska Verkstad

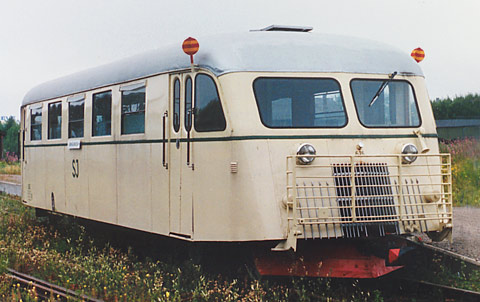
En Hilding Carlsson-rälsbuss av den åttacylindriga typ som togs i bruk i slutet av 1940-talet, Sveriges järnvägsmuseum i Gävle.

Hilding Carlssons Mekaniska Verkstad var ett verkstadsföretag i Umeå som grundades 1913 av Hilding Carlsson (1892–1961). HC-verkstadens mest kända produkter var järnvägsfordon såsom dressiner och motorvagnar.
Verksamheten hade sitt ursprung i den verkstad Hilding Carlsson 1913 öppnade Öst på stan i Umeå, i korsningen vid Skolgatan 89 och Pilgatan 16 (skenorna i golvet syns fortfarande i fabriksporten). Inledningsvis ägnade man sig åt reparationer av motorer och fordon, tillverkning av båtmotorer, varpspel till flottningen och liknande.
Tillverkningen av järnvägsfordon inleddes 1917, sedan Statens Järnvägar beställt en inspektionsdressin, som gjordes av en ombyggd personbil. Fler beställningar följde, och 1932 fick "HC", som verkstaden ofta kallades, kontrakt av SJ att bygga tvåaxliga rälsbussar med 14 sittplatser, avsedda för turisttrafik på den norra delen av Inlandsbanan. Några år senare utformades Hilding Carlsson-rälsbussbussen, som hade en Scania Vabis bensinmotor på 95–130 hästkrafter och en maxhastighet på 80 km/timme och plats för 20–24 sittande passagerare. Under 1930- och 1940-talen tillverkades ett sjuttiotal rälsbussar, de flesta av en modell med plåtklädd trästomme.
År 1938 byggdes en ny monteringshall på Västerslätt, stadens industriområde, i anslutning till järnvägslinjen mot Vännäs. Även om delarna fortfarande tillverkades på Skolgatan slapp man nu transportera hela rälsbussar genom Umeå.
Under 1950-talet övergick företaget till en modernare rälsbussmodell, som var rundad i båda ändarna. och tillverkad helt i stålplåt. SJ ville dock inte köpa Carlssons konstruktion för trafik på sitt normalspårsnät, utan tog i stället fram en egen version, Y6-generationen. Hilding Carlsson fick däremot sälja sin smalspåriga rälsbusstyp till SJ, vilken med tiden fick litterat YCo5p (inte att förväxla med littera Yp, vilket är en rälsbuss av den äldre modellen). Ursprungligen var dessa rälsbussar målade på samma sätt som trärälsbussarna, blekgula med grön rand, men senare fick de gul-orange lackering.
När Statsjärnvägarna i Finland skulle införskaffa rälsbussar för lokaltrafiken på 1950-talet, användes verkstadens rälsbussar (TGOJ YCos och SJ YCo4) som förebild. De finländska rälsbussarna Dm6 och Dm7, kallade "lättähattu" ("platthatt"), tillverkades av Valmet på licens från Hilding Carlssons Mekaniska Verkstad 1954–1963.
Åren 1959–1963 tillverkade Hilding Carlssons Mekaniska Verkstad sin sista motorvagnstyp, X9, som också kallades paprikatåg på grund av sin ursprungligen färg. Efter Hilding Carlssons död slutade företaget att tillverka järnvägsfordon för att koncentrera verksamheten till släpvagnar för lastbilar.
Efter fortsatta ekonomiska svårigheter köptes företaget av investmentbolaget AB Tulwe, som sammanförde flera liknande bolag i Ilsbo Industrier AB. Försök gjordes att sälja "Hilding Carlsson-delen" av Ilsbo, men 1971 sattes företaget i likvidation och tillverkningen lades ned.
Några få Hilding Carlsson-rälsbussbussar finns bevarade som museifordon, bland annat hos Sveriges Järnvägsmuseum.

## Bildgalleri

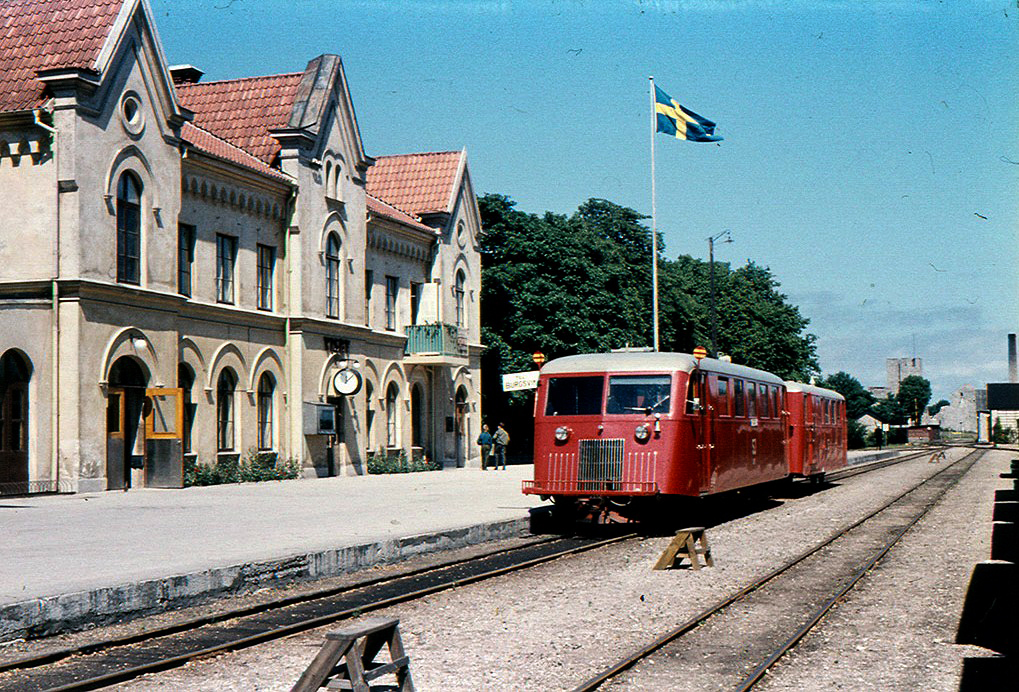
Rälsbuss typ Hilding Carlsson-rälsbuss litt, Yop vid Visby station, 1960
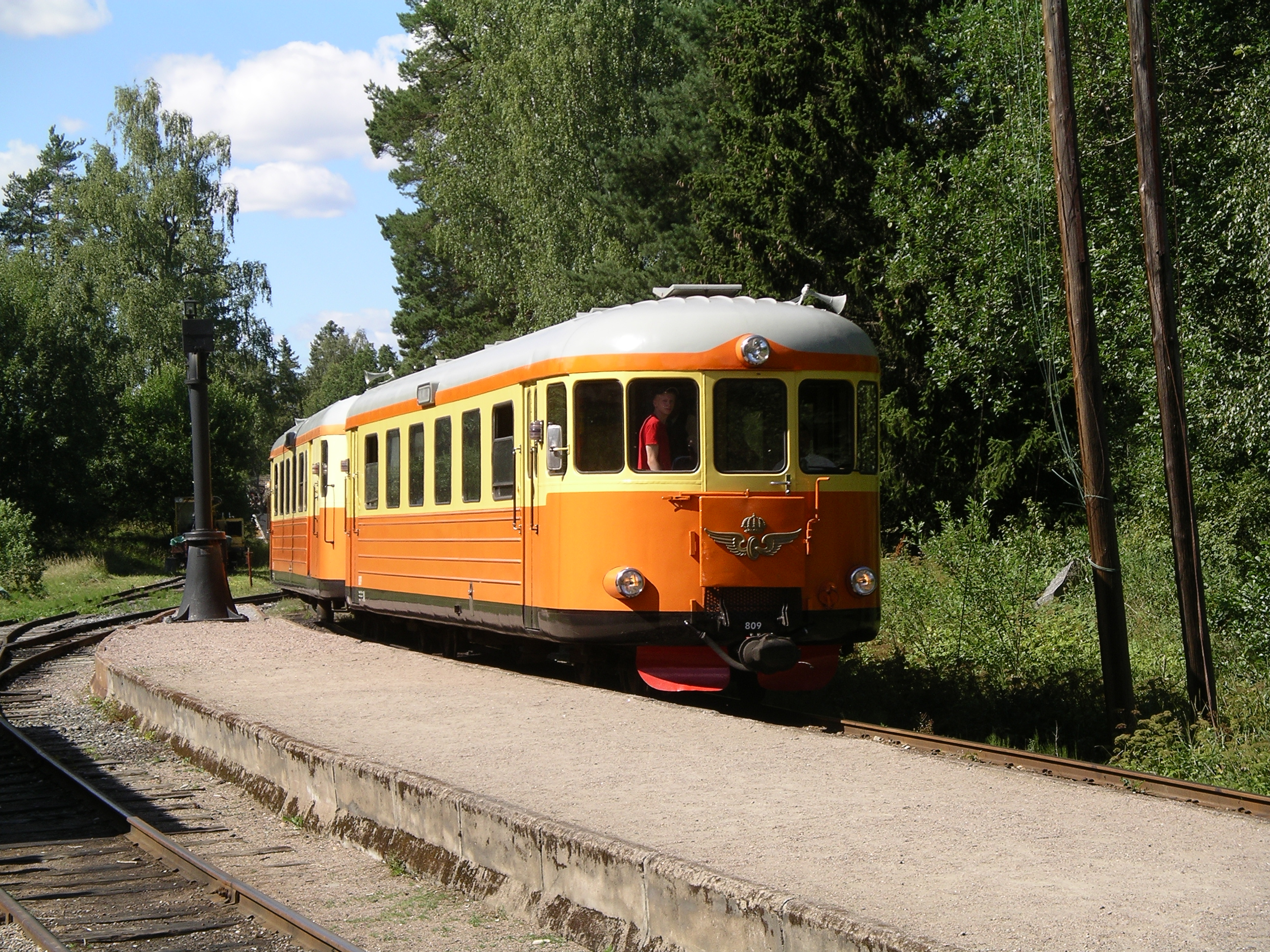
Rälsbussen SJ YBo5p 809 vid Marielunds station, Upsala–Lenna Jernväg, 2008
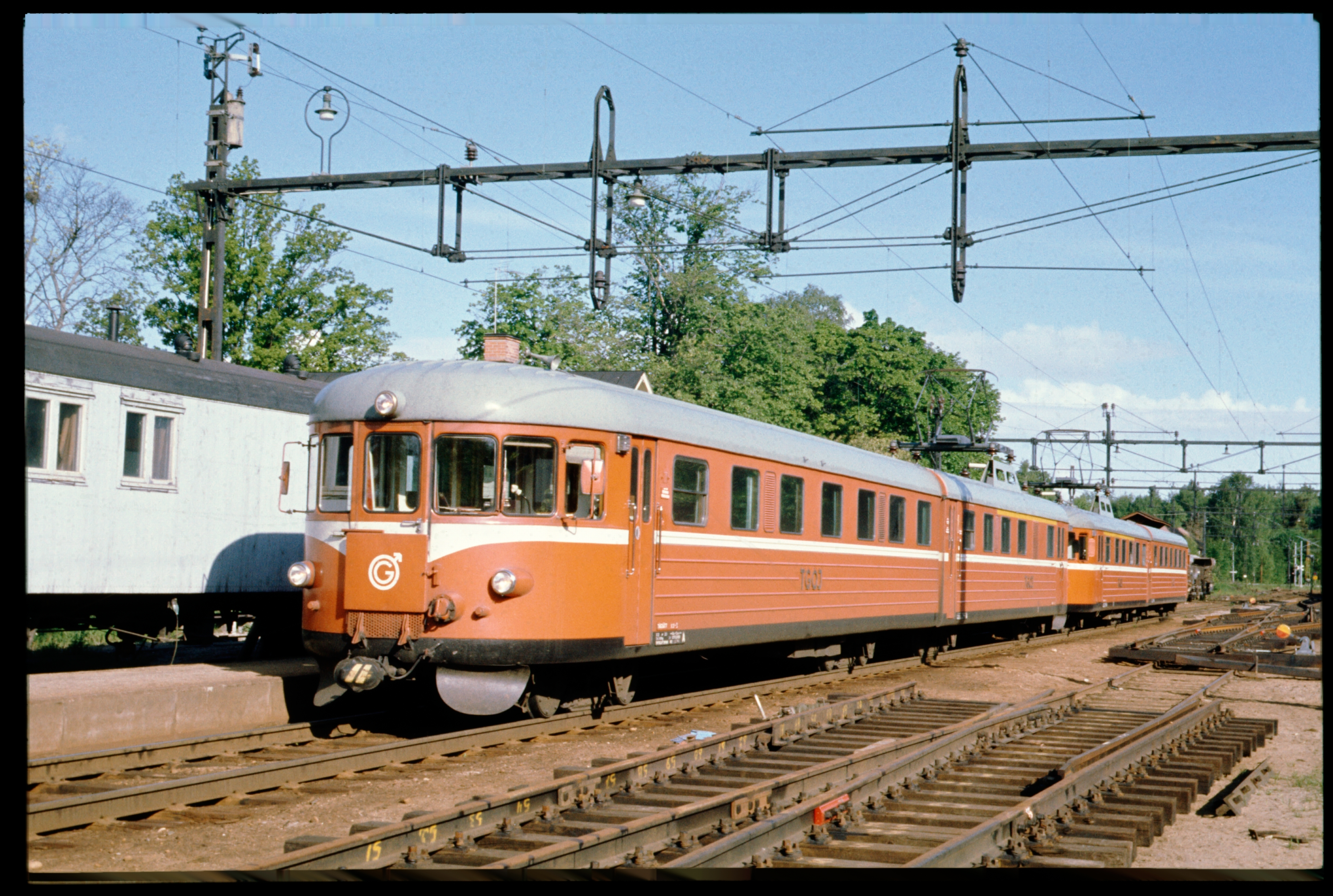
Elektriska rälsbusståg av typen X21
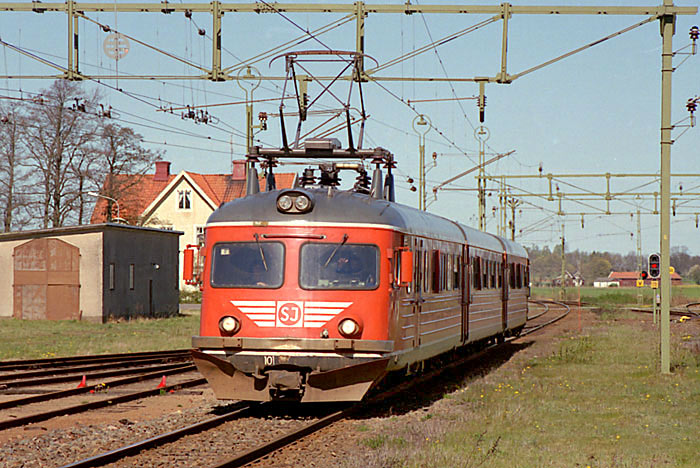
Ett X9-tåg, "Paprikatåg", på Håkantorps station, 1980-talet